# Le Vielleur
Le Vielleur (huile sur toile, 162 × 105 cm), aussi intitulé Le Vielleur au chapeau ou Le Vielleur à la mouche, est un tableau peint par Georges de La Tour conservé au musée d'Arts de Nantes.
Ni signé, ni daté, le tableau appartient aux œuvres de la première partie de la carrière du peintre, et a vraisemblablement été réalisé dans les années 1620 à 1625.

## Historique, attribution et fortune de l'œuvre

### Célébration et doutes sur l'attribution de l'œuvre auXIXesiècle
On ne connaît rien des origines, ni des conditions de réalisation de l'œuvre. La première mention du Vielleur le signale comme l'un des chefs-d'œuvre de la très importante collection du diplomate nantais François Cacault (1847-1805), conservée à Clisson : l'« Inventaire et estimation des tableaux, gravures et marbres du Museum de feu M. Cacault Le Sénateur », établi le 6 novembre 1808 après sa mort, évalue la toile, alors qualifiée de « très capital[e] », et attribuée à Murillo, à 6 000 francs. Vendu aux collections municipales de la ville de Nantes, le tableau est d'abord accroché, toujours comme un Murillo, à l'hôtel de ville, dans le cabinet du maire Bertrand Geslin, avant de rejoindre en 1830 les cimaises du musée des Beaux-Arts de Nantes, nouvellement créé. De 1830 à 1903, il est régulièrement tenu, dans les catalogues du musée, comme une peinture de l'école espagnole, de Murillo.
Le tableau continue d'attirer l'attention au cours du XIXe siècle, tout en suscitant des attributions diverses. En 1836, Prosper Mérimée, alors inspecteur général des Monuments historiques, l'admire au cours d'un voyage visant à recenser les œuvres marquantes de l'ouest de la France, mais s'interroge sur son auteur  : 

« Le livret attribue à Murillo un Aveugle chantant et jouant de la vielle, d'une ignoble et effroyable vérité. Sans contredit cette figure est d'un artiste espagnol et de l'école de Séville ; mais Murillo, dans sa première manière, a un coloris plus sombre, et ses derniers ouvrages sont exempts de la sécheresse qu'on remarque dans ce tableau. Il conviendrait mieux, ce me semble, à Velasquez. »

Cette nouvelle hypothèse semble influencer Stendhal, qui visite le musée de Nantes l'année suivante, et commente l'œuvre en des termes très proches de ceux de Mérimée, dans la page datée du 25 juin 1837 de ses Mémoires d'un touriste : 

« no 17. Vieillard jouant de la vielle. Ignoble et effroyable vérité ; tableau espagnol attribué à Murillo. Il n’est pas sans mérite. Coloris sage, expression vraie. Il provient du musée Napoléon. Peut-être est-il de Vélasquez, qui, à son début, s’essaya dans des sujets vulgaires. »

Dans Le Magasin pittoresque de 1842, le tableau est reproduit sous forme de gravure (largement naïve), accompagnée de la légende suivante  : « Musée de Nantes ; École espagnole. — Le Joueur de vielle, par Ribeira. », alors que le texte reprend l'attribution à Murillo. Vers 1860, un nettoyage aurait fait disparaître « une porte ajoutée par un peintre maladroit et sans talent » — même si la gravure de 1842 ne fait manifestement pas mention de cet ajout.
Outre Murillo, confirmé par exemple par Louis Clément de Ris, Vélasquez et Ribeira, il est encore attribué à d'autres peintres espagnols comme Francisco de Zurbarán, Francisco de Herrera le Vieux ou Juan Bautista Maíno, et même à l'Italien Bernardo Strozzi, sans toutefois que cela nuise à sa réputation.

### Vers l'attribution définitive
Dès 1923, alors que le nom de Georges de La Tour a été exhumé des archives depuis moins de dix ans par l'historien d'art allemand Hermann Voss, le collectionneur Pierre Landry est le premier à soupçonner la réelle attribution du Vielleur de Nantes, et son sentiment aurait été confirmé lors de son achat du Tricheur à l'as de carreau en 1926. Selon le témoignage de ce dernier, il en aurait soufflé l'idée à Hermann Voss pour que celui-ci l'intègre à son article de 1931 sur les « Tableaux à éclairage diurne de Georges de La Tour ». Cet article, qui faisait de Georges de La Tour un peintre, non plus seulement de scènes sacrées et nocturnes, mais aussi de scènes profanes et diurnes, est très loin de faire immédiatement consensus ;  Fernand Pineau-Chaillou, conservateur du musée de Nantes, prétendra même en 1935 avoir décelé sur la toile la signature de Juan Rizi — qu'il sera le seul à voir. 
Présenté à l'exposition des « Peintres de la réalité en France au XVIIe siècle » qui se tient au Musée de l'Orangerie de novembre 1934 à février 1935, le tableau va être comparé à deux autres toiles au sujet similaire, mais à l'authenticité encore mise en doute, Le Vielleur au chien du musée municipal du Mont-de-Piété de Bergues et Le Vielleur Waidmann, découvert en cours d'exposition. De la confrontation des trois œuvres va naître la certitude, dès lors quasi unanimement partagée, de l'attribution de celle du musée de Nantes à Georges de La Tour.

### Un «chef-d'œuvre de la peinture française duXVIIesiècle»

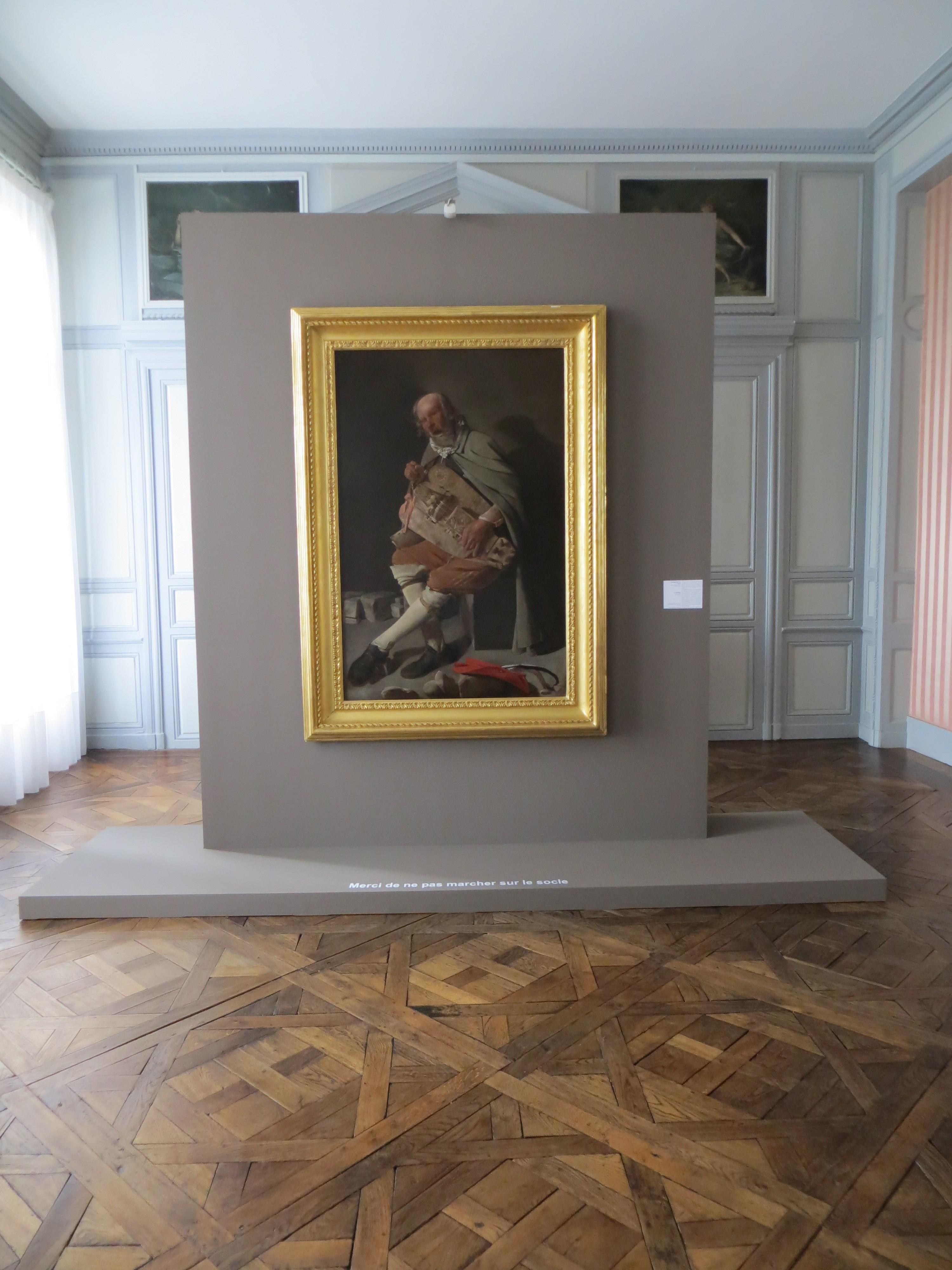
Le Vielleur restauré, présenté à l'Hôtel Montaudouin dans le cadre du second Voyage à Nantes, été 2013

Le Vielleur devient dès lors emblématique, non seulement des collections nantaises, mais aussi des tableaux diurnes de Georges de La Tour, pour être désormais célébré, selon la formule de Charles Sterling qui l'accompagne dans le catalogue de l'exposition de l'Orangerie, comme un « chef-d'œuvre de la peinture française du XVIIe siècle. ».
Un reproduction sous forme de gravure est par exemple choisie par Michel Laclotte pour illustrer le catalogue anglais de l'exposition consacrée aux « 17th Century French Pictures » tenue à la Royal Academy de Londres en 1958 ; le tableau y est, de même qu'à Paris (où l'exposition se nomme « Le XVIIe siècle français. Chefs-d'œuvre des musées de province ») accompagné du Vielleur au chien de  Bergues, qui sera à cette occasion reconnu comme authentique.
Il fera bien évidemment partie des deux grandes rétrospectives consacrées à Georges de La Tour à Paris, la première, qui accueille environ 350 000 visiteurs, à l'Orangerie de mai à septembre 1972 — Le Vielleur a même à cette occasion les honneurs d'un timbre-poste du Dahomey —, la seconde aux galeries nationales du Grand Palais, du 3 octobre 1997 au 26 janvier 1998.
Restauré, tant sur la couche picturale que sur le support toile, et alors que le musée des Beaux-Arts de Nantes est fermé au public pour travaux, le tableau est présenté dans les locaux du cercle Louis XVI à l'hôtel Montaudouin dans le cadre du second Voyage à Nantes, du 28 juin au 1er septembre 2013.

## LesVielleursde Georges de La Tour
Outre le Vielleur de Nantes, quatre autres tableaux reconnus comme authentiques de Georges de La Tour prennent le même sujet, sans pour autant que l'ensemble constitue une série, en raison notamment des écarts manifestes de dates de réalisation. Un vielleur est également représenté sur une sixième toile, La Rixe des musiciens (94 × 104,1 cm), acquise aux enchères pour le The J. Paul Getty Museum en 1972.
Le Vielleur au chien, conservé au Musée du Mont-de-Piété de Bergues, représente, en pied et à l'échelle (186 × 120 cm), un vielleur chantant et s'accompagnant de l'instrument, alors qu'un petit chien − qui donne son nom à la toile − est couché à ses pieds, tenu en laisse. La toile est remarquée dès 1925 par Pierre Landry, puis restaurée à son initiative en 1934 pour faire partie de l'exposition des Peintres de la réalité de 1934-1935, où elle est considérée comme une œuvre d'atelier. C'est en 1958, à l'occasion de l'exposition Le XVIIe siècle français. Chefs-d’œuvre des musées de province, que Michel Laclotte la tiendra pour la première fois comme authentique, sans pour autant la mentionner comme telle dans le catalogue — ce qui sera fait lors de la rétrospective Georges de La Tour de 1972.
De même, Le Vielleur à la sacoche, ou Vielleur Waidmann, conservé au musée municipal Charles-Friry de Remiremont (157 × 94 cm), et qui présente un vielleur assis dans une position similaire à la toile de Nantes, mais au visage tourné presque de profil, a été présenté à l'exposition des Peintres de la réalité de 1934-1935 comme une œuvre d'atelier, avant d'être reconnue comme originale lors de l'exposition de 1972, ce qui a été confirmé au moment de sa présentation à Nancy en 1992, à l'occasion de l'exposition L'Art en Lorraine au temps de Jacques Callot.
En 1949, un quatrième Vielleur, signé « G. de La Tour f. » (85 × 58 cm), a été acquis par les musées royaux des Beaux-Arts de Belgique de Bruxelles. Ce dernier cependant, coupé à mi-corps, provient d'une toile plus large, qui présentait vraisemblablement une Réunion de musiciens, dans la mesure où la radiographie a révélé, à gauche du vielleur, la présence d'un archet que les repeints ont fait disparaître. L'angle selon lequel la tête est représentée fait penser au Vielleur de Remiremont, mais le costume (le manteau et la collerette blanche tuyautée) rappellent davantage la toile de Nantes.
En 1986 est apparu sur le marché de l'art un cinquième Vielleur, fragment d'une toile plus large également, et qui a été acquis pour le musée du Prado en 1992. En raison de l'extrême raffinement de la représentation, celui-ci pourrait être le dernier tableau diurne connu du peintre. À l'occasion de sa présentation au public, le musée du Prado a organisé, du 8 juin au 7 août 1994, une exposition sur le thème des Musiciens de Georges de La Tour, où les cinq Vielleurs étaient pour la première fois confrontés. 
Les cinq toiles seront de nouveau réunies lors de la rétrospective Georges de La Tour de 1997.

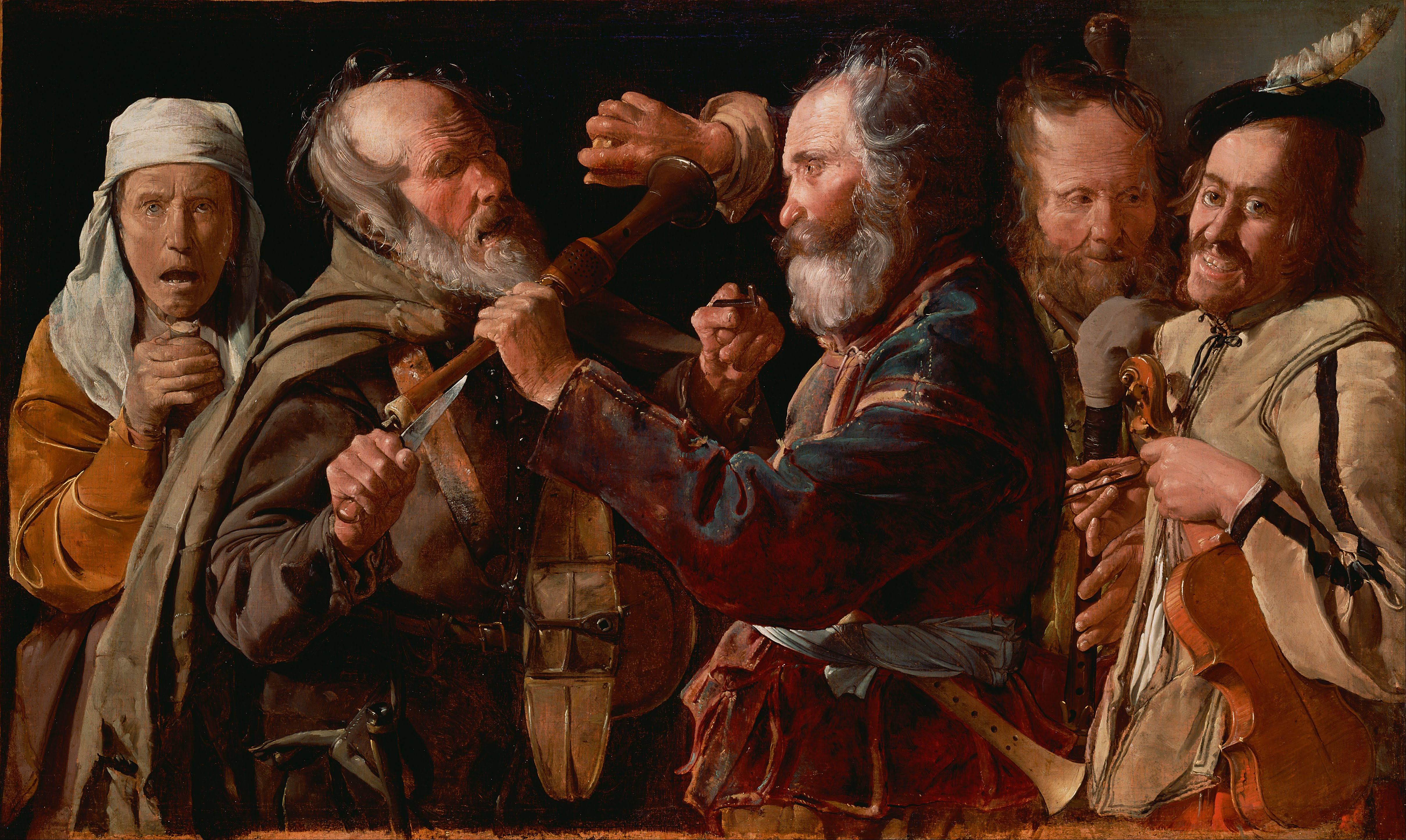
La Rixe des musiciens, 94 × 104,1 cm, Los Angeles, The J. Paul Getty Museum, vers 1620-1625
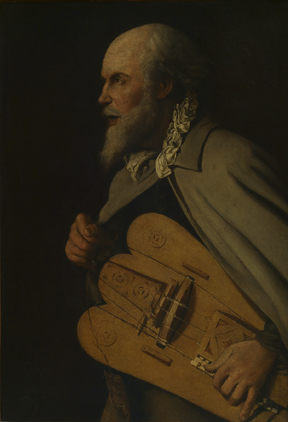
Le Vielleur, fragment d'une Réunion de musiciens, 85 × 58 cm, Bruxelles, musées royaux des Beaux-Arts de Belgique, vers 1620-1625
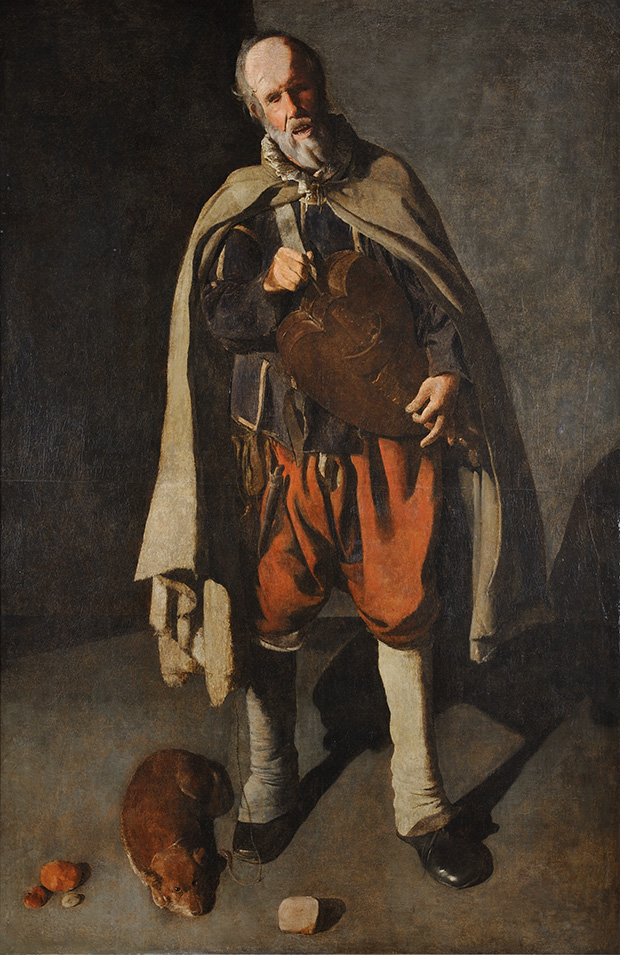
Le Vielleur au chien, 186 × 120 cm, musée municipal de Bergues, vers 1622-1625
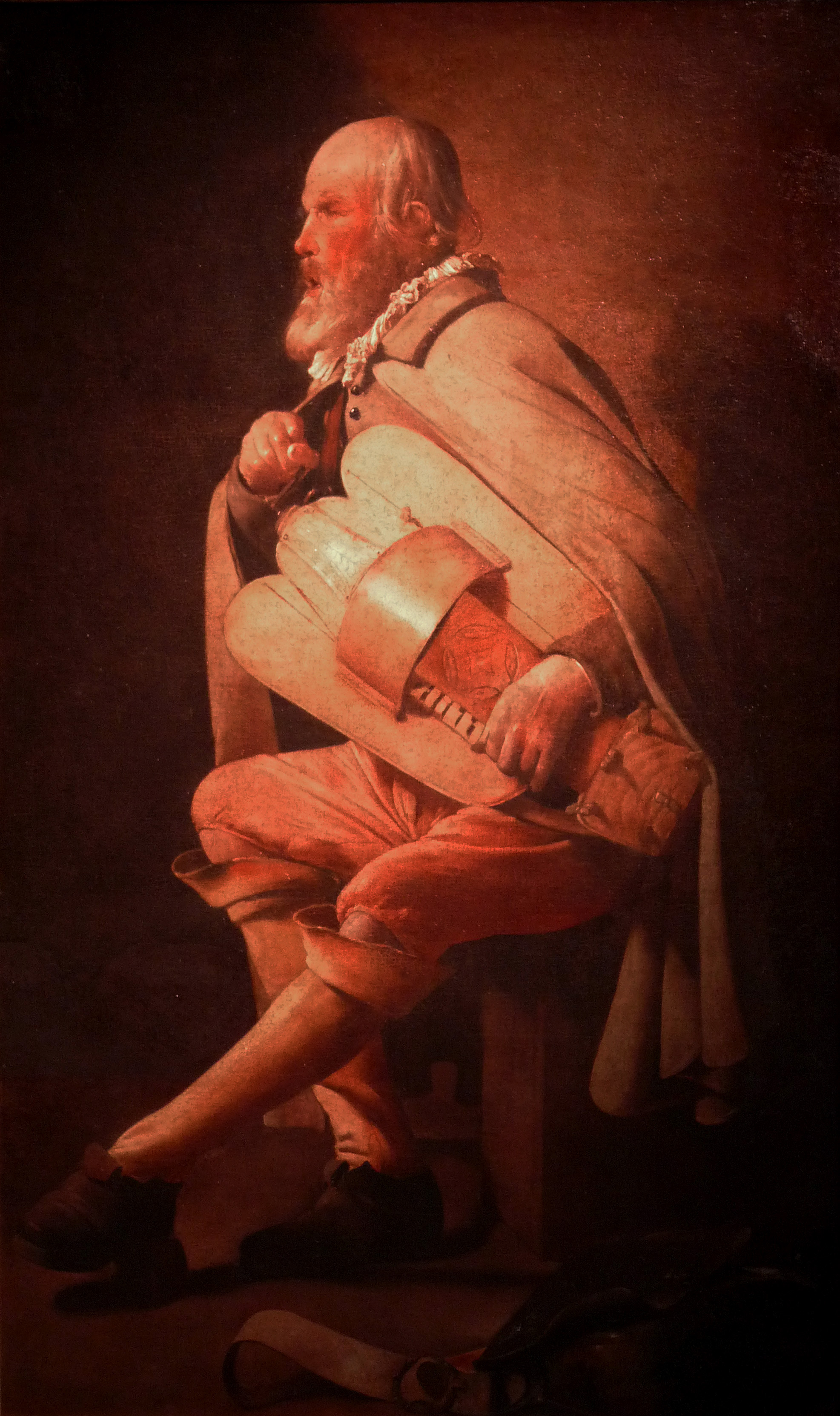
Le Vielleur à la sacoche, 157 × 94 cm, Remiremont, musée municipal Charles-Friry
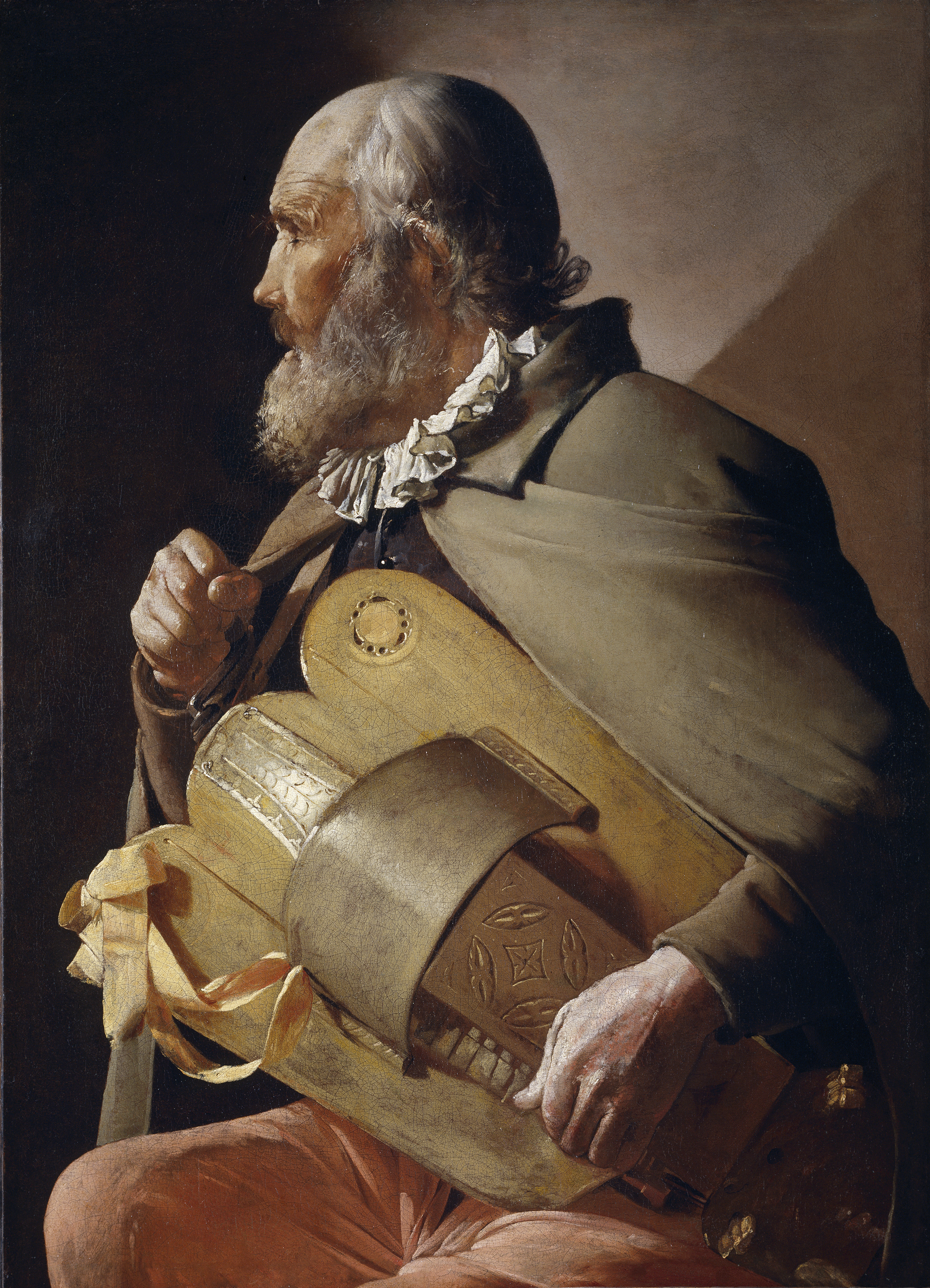
Le Vielleur au ruban (fragment), 84 × 61 cm, Madrid, musée du Prado, vers 1640

## Description et analyse
Le tableau, qui appartient aux scènes de genre, prend comme sujet un vieil aveugle chantant, et s'accompagnant d'une vielle à roue, dans une rue.
Le motif des personnages de rue connaît des précédents, par exemple avec la série des Cris de Bologne de l'Italien Annibal Carrache, avec les peintres espagnols, Murillo, Vélasquez et Zurbarán, à qui on a longtemps attribué la toile, mais aussi, et surtout chez les artistes lorrains contemporains de Georges de La Tour : ainsi, Jacques Callot a gravé, dans sa série des Gueux réalisée vers 1622, un Vielleur debout, et Jacques Bellange un Mendiant à la vielle.

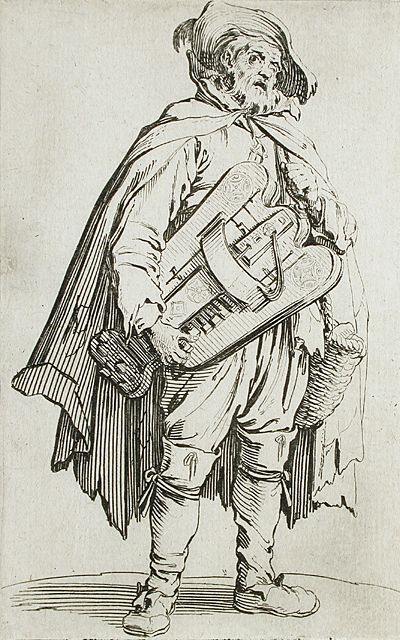
Jacques Callot, Vielleur debout
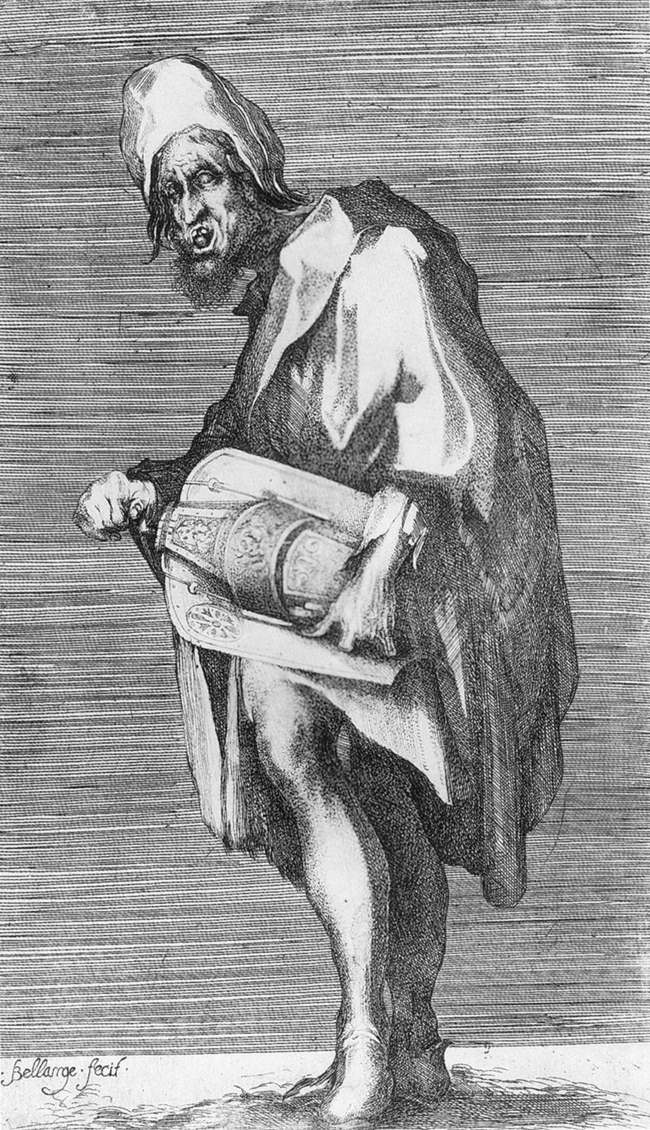
Jacques Bellange, Le Mendiant à la vielle

### Le décor
La scène se situe en extérieur, vraisemblablement dans une rue, sans que le contexte soit réellement détaillé et défini. La profondeur restreinte est nettement délimitée par des blocs de pierre posés sur un sol lisse et uniforme, peint en gris  : sur ceux du premier plan repose le chapeau du vielleur ; d'autres pierres délimitent le fond, en se situant devant un mur qui bouche la perspective, peint en marron, et divisé en deux parties, en fonction des ombres  : obscurité à gauche, et éclairage à droite, avec l'ombre projetée du vielleur qui se prolonge vers le hors-cadre.

### L'instrument

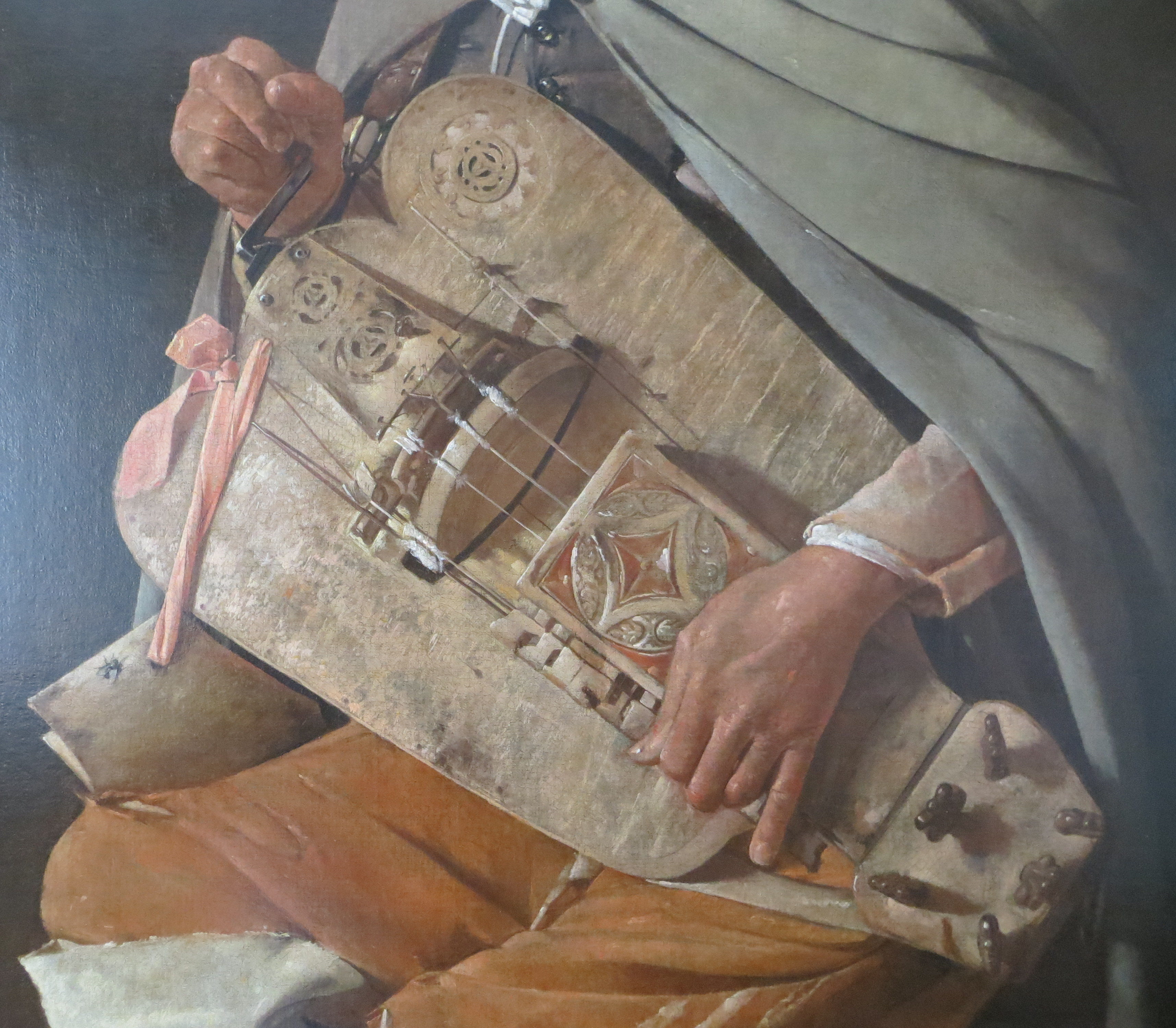
Détail de la vielle

Sans être exclusivement d'usage populaire, puisqu'on le trouvait aussi, dans des versions luxueuses, dans les riches familles, la vielle était néanmoins un instrument traditionnel des chanteurs de rue, notamment aveugles — comme c'est le cas dans toutes les toiles du même sujet de Georges de La Tour, où le personnage est représenté les yeux clos.
Le vielleur tourne de la main droite la manivelle pour entraîner la roue qui frotte les cordes, alors que sa main gauche actionne les touches (ou sautereaux) du clavier. L'instrument, dépeint avec minutie, et placé en évidence au centre de la toile, possède six cordes : trois bourdons, un en haut et deux en bas, qui passent en dehors du clavier, et forment un accord continu d'accompagnement, et trois cordes centrales (ou chanterelles) qui jouent la mélodie grâce au clavier. Il est soutenu dans le dos par une lanière de cuir prolongée d'un anneau de métal, fixée juste en dessous de la manivelle, passant sous le manteau vers l'épaule droite, et que l'on retrouve dans l'ombre, derrière le poignet gauche, pour s'attacher juste derrière la tête de l'instrument.
Il s'agit, de toute évidence, d'un instrument d'une grande élégance, coquettement décoré d'un ruban rose noué sous la manivelle. Il est orné de rosaces, dans l'ouïe en bois sculpté et évidé en haut, et, selon un motif répété deux fois mais à des tailles différentes, sur le cordier ; une autre rosace, vraisemblablement en marqueterie bicolore, décore la pièce du manche protégeant les cordes. Le réalisme est poussé jusqu'à la représentation des lames de bois collées de la partie haute de l'instrument, dont les irrégularités sont révélées par la lumière rasante.

### Attitude et physionomie
Le joueur de vielle, représenté quasiment à l'échelle, est assis légèrement de biais sur l'angle d'un gros bloc de pierre. Ses pieds se croisent sur la gauche du tableau, alors que sur sa jambe gauche tendue repose le bas de l'instrument.
L'ensemble donne une impression de scène sur le vif  : les mains actionnent l'instrument, le pied gauche sur un pavé paraît frapper la mesure, le chant s'est arrêté dans la bouche grande ouverte, tordue vers la droite du corps, et qui semble entraîner la barbe en pointe pour se prolonger dans les plis de la cape. Pourtant, l'instantané se fige dans une physionomie grotesque, où la bouche distordue évoque plus un bâillement réprimé, voire un cri de souffrance, qu'un chant mélodieux.

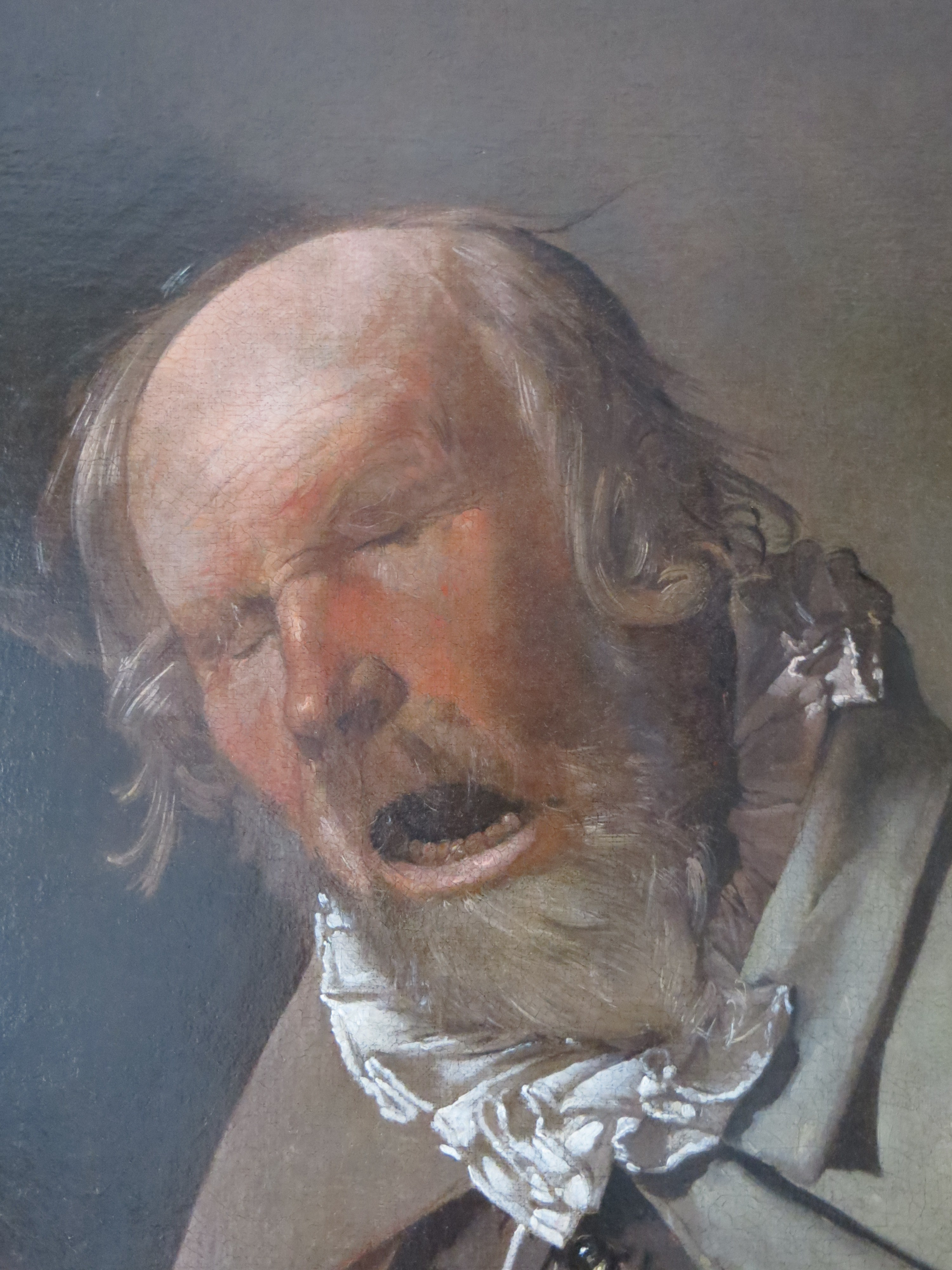
Détail du visage du vielleur

Car ce qui frappe peut-être le plus est le visage du vielleur, emblématique du « réalisme lorrain », dont le détail avait paru d'une vérité si « ignoble et effroyable » à Mérimée puis à Stendhal. Les yeux clos de l'aveugle, avec le sourcil gauche relevé en contrepoint de la bouche qui tombe — à la manière du Mendiant à la vielle de Bellange —, laissant voir une rangée de dents usées ainsi que la lèvre inférieure retroussée, alors la lèvre supérieure, comme disparaissant dans la béance noire de la bouche, n'est pas représentée, et laisse imaginer une mâchoire édentée en haut ; le nez brun-rouge, frappé de taches lumineuses, sur l'arête et le bout rond ; les rougeurs de la peau des pommettes ; les plissements d'expression entre les deux yeux et les rides du front ; le crâne dégarni, et les cheveux qui s'effilochent des deux côtés, notamment dans une boucle qui tombe sur la tempe gauche, et dans des mèches à droite dont la lumière révèle la blancheur  — tout comme la barbe des deux tableaux représentant saint Jérôme pénitent, considérés comme chronologiquement proches : autant de détails qui dépassent le simple réalisme descriptif pour inviter à méditer sur la misère de l'humanité.
Dans son Georges de La Tour, Pascal Quignard s'adresse d'ailleurs au spectateur en ces termes  : « Vous qui voyez la toile qui est sous vos yeux, n'avez de témoin de votre vue qu'un aveugle. Cet homme qui ne vous voit pas, hurle de douleur : ne l'entendez-vous pas ? » Si la vue et l'ouïe sont convoquées, le tableau produit en effet un étrange face-à-face d'infirmes  : le spectateur contemple l'aveugle, mais ne reste sourd au cri de détresse du chanteur et musicien.

### Le costume
Les vêtements du vielleur ont pu donner lieu à des interprétations sensiblement différentes : si l'on a souvent insisté sur la misère qui s'en dégage — sûrement par contamination de l'impression produite par le visage —, d'autres ont mis en avant la recherche et le soin de la mise du chanteur de rue, qui cherche avant tout à séduire les badauds.

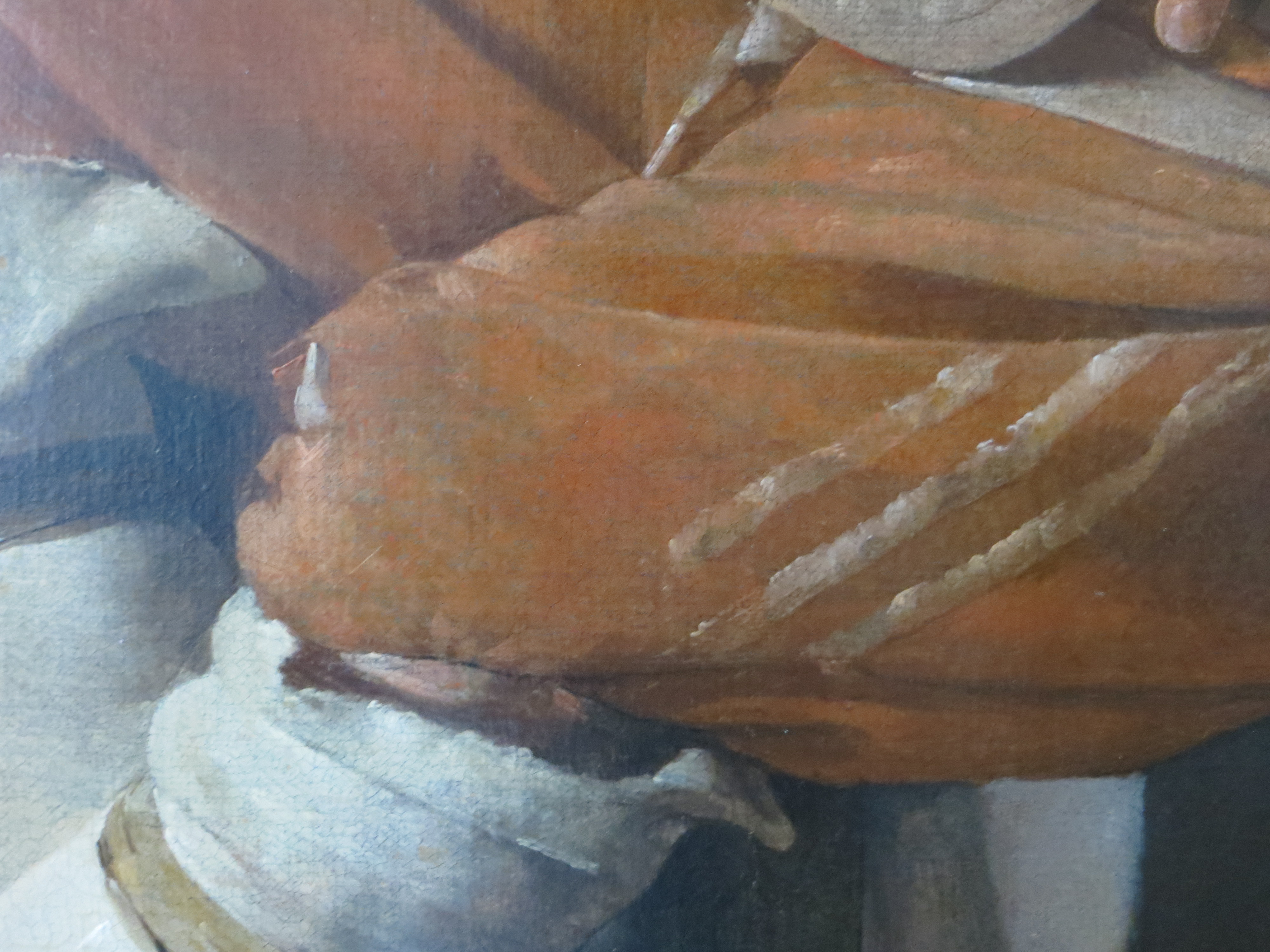
Détail des hauts-de-chausses usés et troués.

Le vielleur est recouvert d'un impeccable et long manteau attaché au cou, qui enveloppe ses épaules et couvre ses avant-bras pour tomber jusqu'au sol. Ce manteau recouvre en partie la collerette blanche tuyautée, dont l'aspect est chiffonné. Juste sous la collerette, on distingue le haut d'un pourpoint, dont les deux boutons de verre supérieurs accrochent la lumière, et dont on retrouve la basque sous le ruban rose accroché à la vielle. Les poignets laissent voir une chemise vieux rose. Le personnage porte des hauts-de-chausses rose orangé, ornés sur le côté d'une triple bande passablement usée, plus claire et plus brillante (comme le Vieillard du San Francisco De Young Museum). Leur pauvreté se lit sur les trous de déchirures, aux deux genoux. Les bas blancs, bien tirés et attachés en dessous du genou par un ruban noué, s'évasent et plissent dans leur partie supérieure.

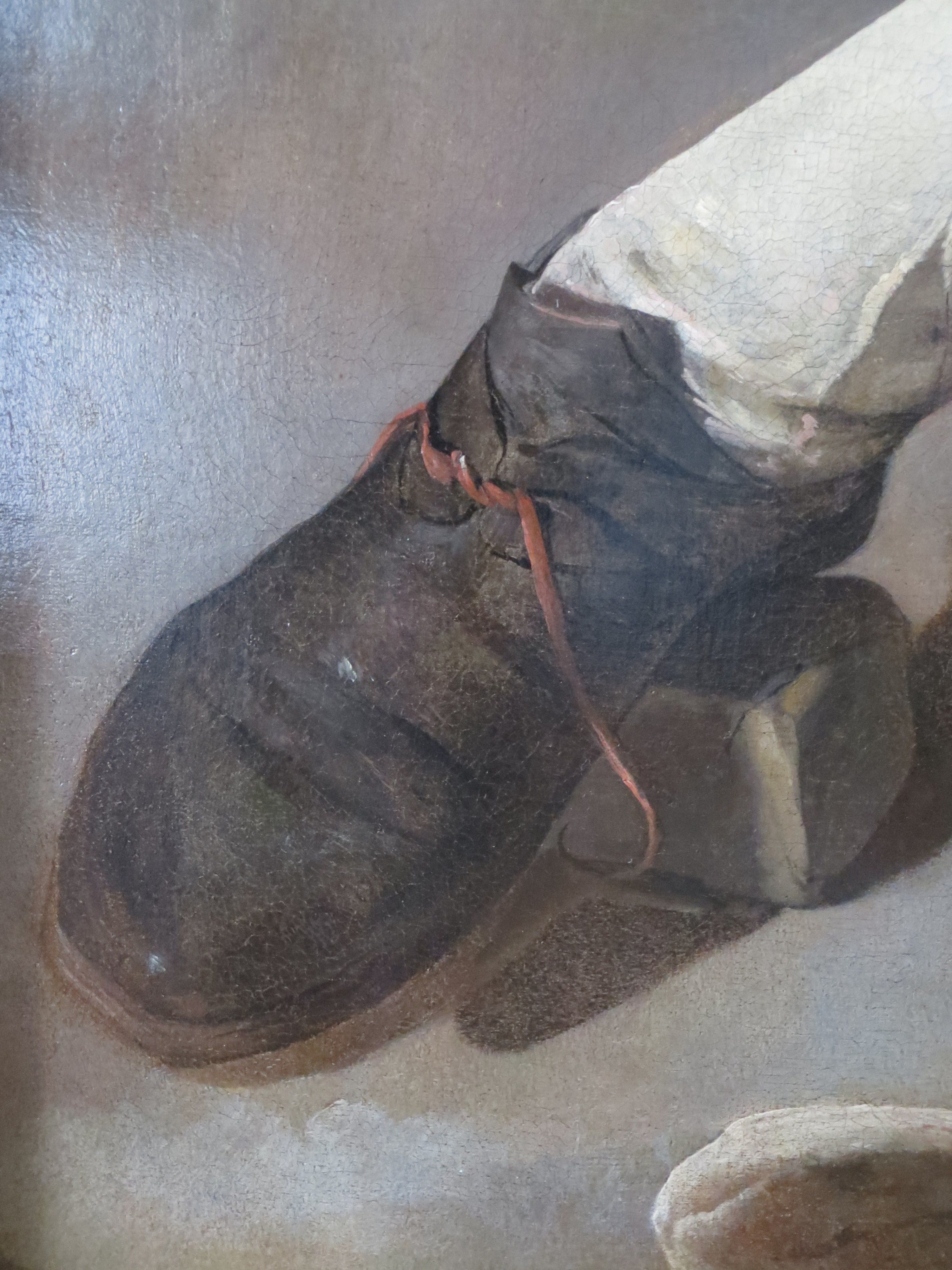
Détail du lacet défait

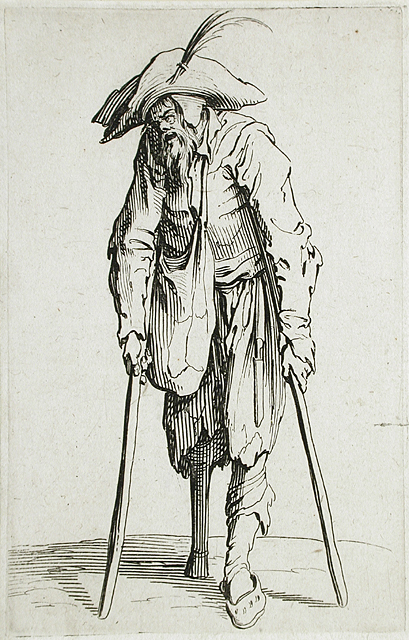
Jacques Callot, Mendiant à la jambe de bois

Le vielleur a aux pieds des souliers de cuir noir, avec des lacets rouges, seule présence de cette couleur avec le chapeau dans l'angle inférieur droit de la toile. Le lacet de la chaussure droite, qui ne semble plus assez long pour faire deux boucles, fait penser à un lacet craqué, alors que celui de la chaussure gauche est défait.
Un élégant chapeau vermillon — que l'on a rapproché de celui du Mendiant à la jambe de bois de Jacques Callot — est posé sur des pavés, au tout premier plan. Il est orné en son centre d'un cabochon dans lequel sont piquées deux plumes. 
Derrière le souci de vérité que l'on retrouve indéniablement, le tableau marque une tension entre le soin accordé à l'habit — en aucun cas comparable avec la misère patente du Vielleur debout de Jacques Callot, ni même avec celle du Vielleur au chien de Bergues —, et la décrépitude qui menace le personnage, visible à travers des détails qui sont comme autant de signes de profonde humanité, mais aussi de la détresse et de la fragilité de l'existence.

### Lumière, couleurs, lignes et formes
Le réalisme de la toile ne doit cependant pas faire oublier sa délicatesse, qui passe par la minutie des détails, notamment pour la vielle, et qui devait répondre aux exigences du public élégant à laquelle elle était destinée.

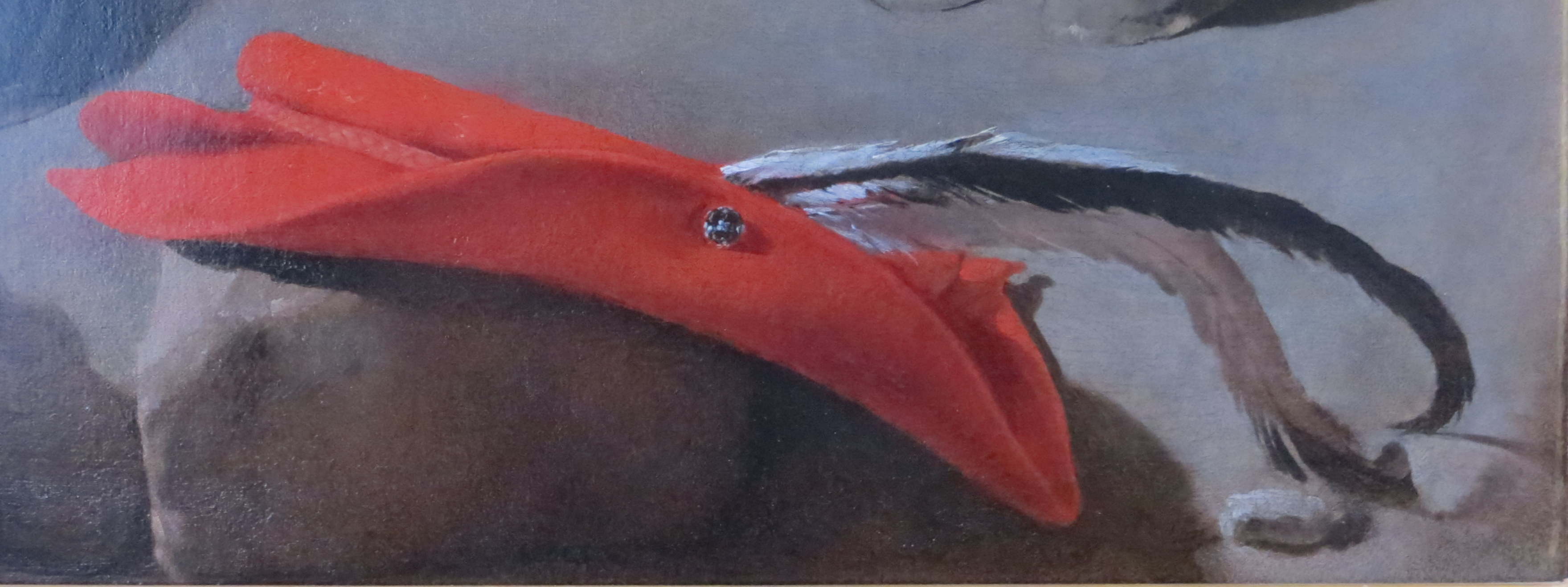
Détail du chapeau

Malgré un penchant pour un usage « ténébriste » de la lumière, celle-ci, qui provient de la gauche, hors-cadre, est comme apaisée par rapport à celle beaucoup plus accusée des Saint Jérôme par exemple. Ainsi, les reliefs et modelés sont adoucis, ce qui est caractéristique de la production de la première période de l'artiste. Certaines ombres dessinent même de délicates  arabesques au sol : celles des jambes qui semblent se prolonger l'une l'autre et montent sur la pierre taillée qui sert de siège, et, minuscule, celle de la plume noire du chapeau, juste suggérée avant le bord droit de la toile.
L'harmonie des couleurs — le plus souvent célébrée, parfois jugée comme relevant d'une « monochromie » peu agréable (Clément de Ris) — unifie le tableau, et lui confère un caractère maniériste propre à séduire une clientèle raffinée. Celle-ci est particulièrement visible dans les nuances de roses, orangés, gris et bruns, relevés par le rouge vermillon du chapeau du premier plan, et celui des lacets des chaussures noires. André Chastel parle à cet effet de « la coulée de miel et de vieux rose du Vielleur, prodige de substance picturale, préservée par miracle, et propre à faire pâlir de jalousie Bonnard, Braque et tous les peintres purs de l'univers. »
Les lignes et formes donnent à l'ensemble une impression d'équilibre. Les obliques  s'entrecroisent dans le bas du tableau : la jambe gauche tendue et prolongé par les trois bandes des hauts-de-chausses forme un angle avec l'axe de la vielle, alors que l'autre jambe est pliée au genou. La verticale massive du parallélépipède de pierre qui sert de siège est adoucie à droite par le manteau qui tombe, et l'enveloppe. Tout le côté gauche du personnage s'inscrit en outre dans un demi-cercle qui part de l'épaule, passe par le bras couvert par le manteau, et s'achève sur les hauts-de-chausses bouffantes.

### La mouche: détail emblématique et polysémique

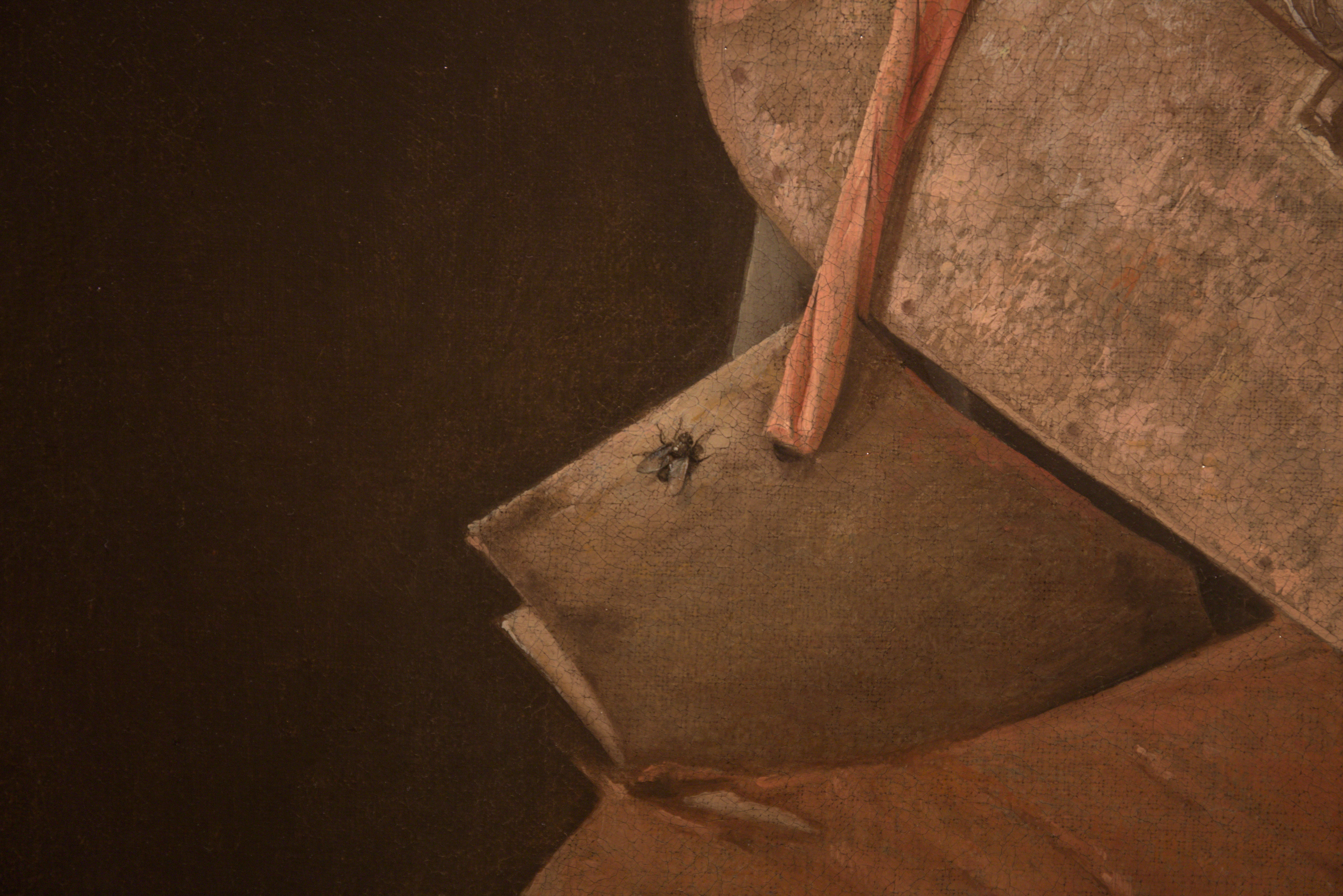
Détail de la mouche

Le détail, imperceptible au premier coup d'œil, de la mouche posée sur le cache-roue de la vielle, et qui a parfois donné à la toile l'autre nom de Vielleur à la mouche, semble concentrer le message de l'œuvre.
La première interprétation, la plus traditionnelle, renvoie à la tradition des trompe-l'œil, qui remonte à l'Antiquité — avec l'anecdote du défi lancé entre Zeuxis et Parrhasios — et popularisée lors de la Renaissance. Giorgio Vasari raconte en effet que « Giotto, dans sa jeunesse, peignit un jour d'une manière si frappante une mouche sur le nez d'une figure commencée par Cimabue que ce maître, en se remettant à son travail, essaya plusieurs fois de la chasser avec la main avant de s'apercevoir de sa méprise. » En agaçant le spectateur qui s'approche de la toile, la mouche du Vielleur évoquerait donc la dextérité mimétique du peintre, et de son art, en même temps qu'elle viendrait brouiller la frontière entre l'espace de la réalité et celui de la représentation.
Son autre valeur, souvent reprise dans les vanités et natures mortes flamandes et hollandaises en vogue au XVIIe siècle, est de suggérer la corruption d'un monde où tout est voué à la mort — surtout dans sa proximité avec un instrument de musique magnifiquement représenté —, dans un ultime symbole de la fragilité de la vie.